# سليمان ناصر
سليمان ناصر (مواليد 23 يونيو 1997, لاعب كرة قدم إماراتي يجيد اللعب في الوسط.
لعب سابقاً في نادي العين ونادي عجمان ونادي جلف يونايتد.

## روابط خارجية
- سليمان ناصر على موقع Soccerway.com (الإنجليزية)